# 贝克曼库尔特

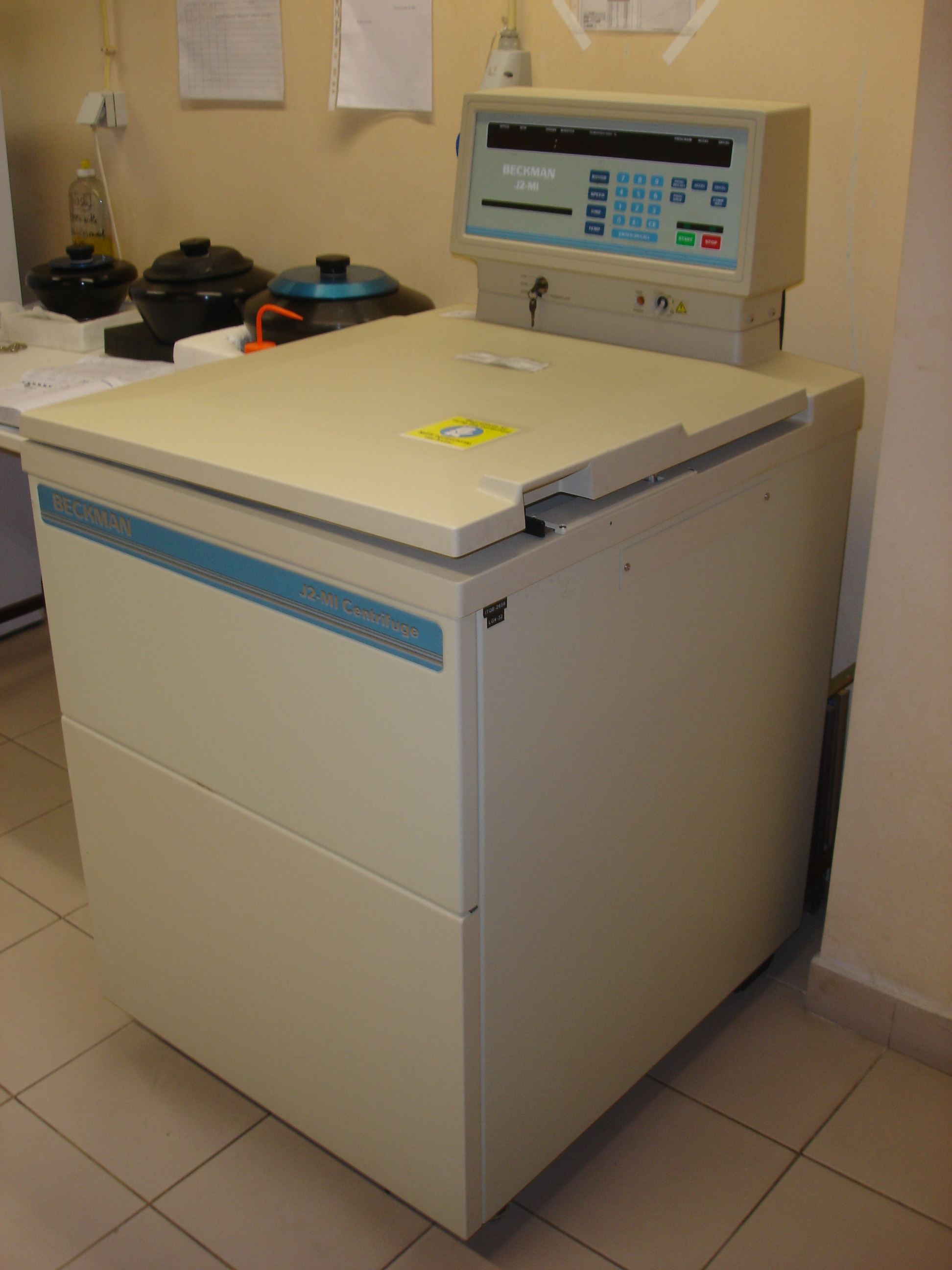
贝克曼库尔特生产的實驗室離心機

贝克曼库尔特公司是一家位于美国加利福尼亚州布雷亚的科技公司，现为丹纳赫旗下品牌。

## 历史
- 1935年，加州理工学院教授阿诺德·O·贝克曼以其发明的pH计专利建立了“全美技术实验室”（National Technical Laboratories）[3]。
- 1940年代，贝克曼教授将公司改名为“阿诺德·O·贝克曼有限公司”（Arnold O. Beckman, Inc.），并开始销售氧气分析计、電位器、分光光度计。
- 1947年，公司推出世界上首台分析型超速离心机[4]。
- 1950年代，公司改名为“贝克曼仪器公司”（Beckman Instruments, Inc）。
- 1954年，收购超速离心机制造商“SpinCo”（Specialized Instruments Corp.），并整合其離心機业务[5]。
- 1955年，由威廉·肖克利带头建立半导体部门肖克利半導體實驗室，从事晶体管业务[6]。
- 1961年，公司收购发明家Franklin F. Offner建立的Offner电子公司。
- 1982年，公司并购“史克公司”（SmithKline，葛蘭素史克的前身之一），并改名为“史克贝克曼”（SmithKline Beckman），阿诺德·O·贝克曼任新公司的副总裁。
- 1989年，史克贝克曼拆分，“史克公司”与“必成集团”（Beecham Group）合并，形成“史克必成”公司（SmithKline Beecham，后并入葛蘭素史克，GlaxoSmithKline plc）。
- 1995年，贝克曼公司收购礼来公司旗下的Hybritech品牌。
- 1996年，公司收购赛诺菲巴斯德（Sanofi Pasteur）的诊断部门。
- 1998年，公司并购库尔特计数仪的发明者华莱士·H·库尔特建立的“库尔特公司”（Coulter Corporation），并将公司改为现名（Beckman Coulter）。
- 2005年，公司收购Diagnostic Systems Laboratories（DSL）。
- 2006年，公司收购Lumigen and Agencourt Bioscience。
- 2007年，公司收购Dako的流式细胞仪部门。
- 2011年2月，丹纳赫公司宣称要收购贝克曼库尔特[7]。2011年6月30日，丹纳赫公司以68亿美元的价格完成收购[8]。